# Hội chứng cơ hình lê
Hội chứng cơ hình lê hay hội chứng cơ tháp (tiếng Anh: Piriformis syndrome) là một rối loạn thần kinh cơ do cơ hình lê chèn ép dây thần kinh tọa (còn được gọi là dây thần kinh ngồi hay dây thần kinh hông: sciatic nerve) gây ra đau nhức, ngứa ran và tê liệt hông/mông và dọc theo đường dây thần kinh xuống dưới đùi và vào chân. Đa số các trường hợp đau thần kinh tọa không phải do hội chứng cơ hình lê. Đây là một trong số ít các tình trạng gây ra chứng đau hông sau.

## Chẩn đoán
Tình trạng đau nhức này không có dấu hiệu bên ngoài. Chẩn đoán thường gặp khó khăn do ít có các xét nghiệm chẩn đoán đã được xác nhận và chuẩn hóa, nhưng hai thử nghiệm đã được mô tả rõ ràng và được xác nhận lâm sàng: một xét nghiệm điện sinh lý, được gọi là thử nghiệm FAIR, đo lường sự chậm trễ của sự vận chuyển các dây thần kinh khi cơ piriformis đè lên nó. Một thử nghiệm khác là chụp cộng hưởng từ (magnetic resonance neurography), một loại MRI làm nổi bật sự viêm và các dây thần kinh. Hình cộng hưởng từ sẽ giúp bác sĩ nhìn thấy nếu có chấn thương hoặc viêm cơ hình lê, hoặc đôi khi bác sĩ có thể xác định có cơ hình lê phụ hay phì đại cơ hình lê hay không.

## Triệu chứng
Hội chứng cơ hình lê thường bắt đầu với những cơn đau, ngứa ran, hoặc tê ở mông. Đau có thể nặng và lan xuống theo chiều dài của dây thần kinh tọa (gọi là đau thần kinh tọa - sciatica). Đau trong hội chứng cơ hình lê là do sự co cơ hình lê chèn ép dây thần kinh tọa, chẳng hạn như trong khi đang ngồi trên một chiếc ghế xe hơi hoặc đang chạy. Đau cũng có thể được kích hoạt trong khi leo cầu thang, lực tác động trực tiếp trên cơ hình lê, hoặc ngồi lâu. Tuy nhiên, đa số các trường hợp đau thần kinh tọa không phải do hội chứng cơ hình lê.
Các nguyên nhân có thể xảy ra hội chứng là các biến thể trong mối quan hệ giữa cơ và thần kinh ở hông, đặt cơ bắp piriformis quá gần dây thần kinh tọa (tuy nhiên các nghiên cứu về xác chết đã chứng tỏ tình trạng này là khá hiếm hoi) hoặc từ việc lạm dụng hoặc căng thẳng đơn giản gây ra sưng trong cơ và do đó đè lên trên dây thần kinh. Các nghiên cứu khác đã gợi ý rằng việc kẹp chặt dây thần kinh S1 quanh xương sống có thể làm cho cơ bắp piriformis co thắt. Dù sao đi nữa, đau ở khu vực piriformis thường xuất hiện cùng với đau thần kinh tọa..

## Điều trị
Đấm bóp được ứng dụng để điều trị. Bác sĩ hoặc chuyên gia vật lý trị liệu có thể đề nghị một chương trình bài tập và kéo giãn để giúp giảm sự chèn ép lên dây thần kinh tọa.
Thời gian hồi phục kéo dài từ vài ngày đến sáu tuần hoặc nhiều hơn để phục hồi hoàn toàn.

## Cơ hình lê
Cơ hình lê là một cơ dẹt, hình lê (hay hình tháp) nằm xiên ở mông, cạnh bờ trên của khớp háng. Cơ hình lê có vai trò rất quan trọng trong vận động phần dưới của cơ thể bởi vì nó giúp cố định khớp háng, nâng và xoay đùi ra ngoài. Điều này cho phép chúng ta bước đi, nâng trọng lượng cơ thể từ chân này sang chân khác, và duy trì sự cân bằng. Cơ hình lê tham gia các động tác trong thể thao bao gồm nâng và xoay đùi nhanh và tham gia hầu hết các chuyển động của háng và chân.

## Dây thần kinh tọa
Dây thần kinh tọa là dây thần kinh dày và dài trong cơ thể. Nó đi dọc theo và đi qua bờ dưới cơ hình lê, đi xuống mặt sau của chân, và cuối cùng chia nhánh thành các dây thần kinh nhỏ tận cùng ở bàn chân. Cơ hình lê co thắt có thể gây chèn ép dây thần kinh toạ. Dây thần kinh tọa còn được gọi là dây thần kinh ngồi hay dây thần kinh hông.